# Transport de mercaderies perilloses per carretera
L'Acord per al transport de mercaderies perilloses per carretera o ADR (Agreement on Dangerous Goods by Road) és un acord europeu que regula el transport internacional de mercaderies perilloses per carretera mitjançant el qual els països europeus han acordat un seguit de normes o regles comuns per al seu transport dins el territori i per al pas per les fronteres.

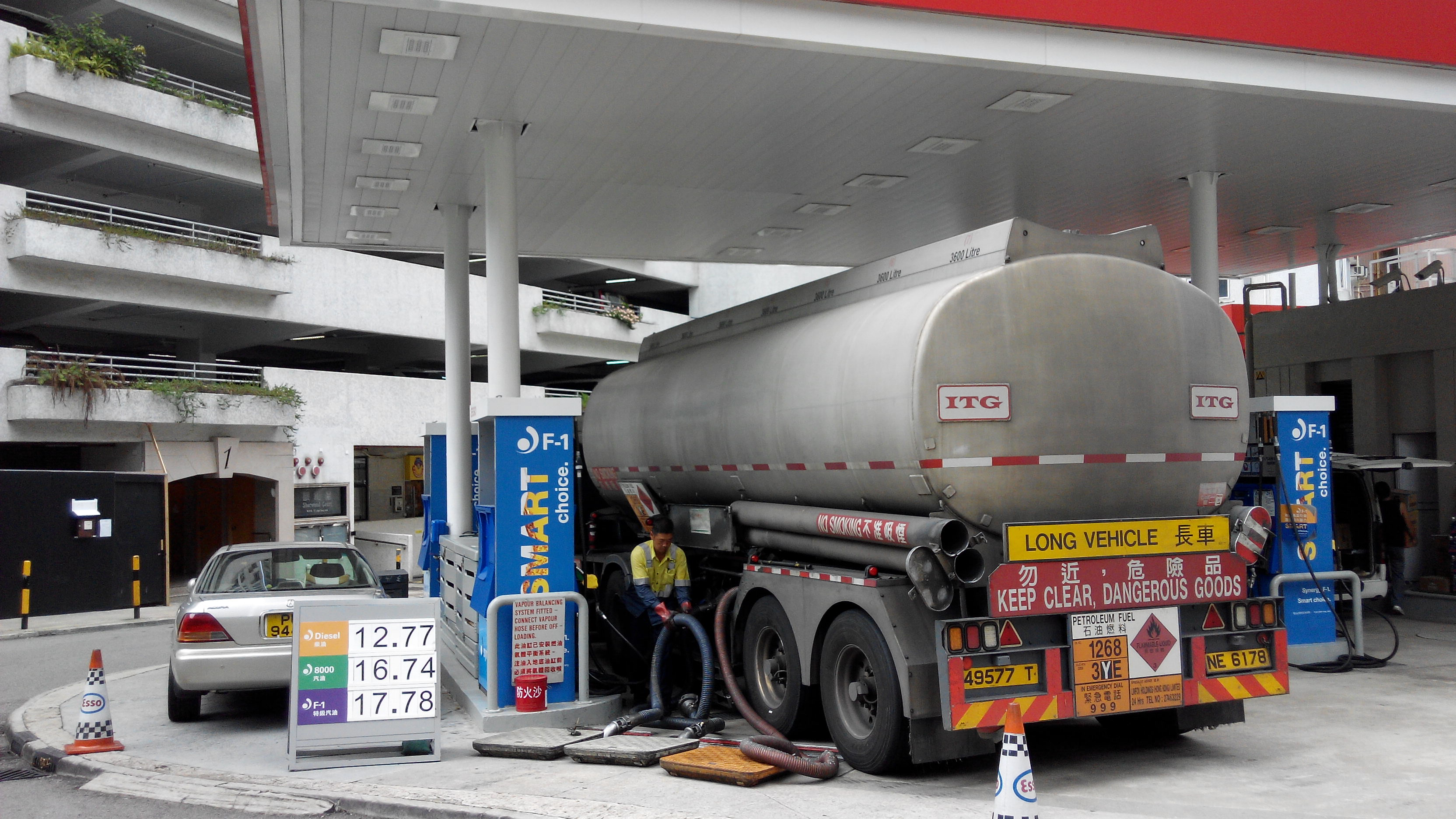
vehicle cisterna per al transport de MMPP

## Legislació
L'ADR es va firmar a Ginebra el 30 de setembre de 1957 a través del comitè europeu de la ONU, i al 1968 es va aprovar amb l'adhesió de cinc països, número mínim necessari per dur-lo a terme. L'acord entès com a tal es va modificar en el Protocol amb l'esmena 14, paràgraf tercer, i es va realitzar a Nova York el 21 d'agost de 1975, entrant en vigor el 19 d'abril de 1985. Tots els països pertanyents a la Unió Europea estan obligats a portar-lo a terme i complir-lo.
L'1 de gener de 2015 a Espanya es va començar a fer ús de l'actual acord ADR. Aquest document és revisat cada dos anys per poder tenir en compte els avanços tècnics, nous etiquetats i matèries noves que van sortint. Els annexos són les úniques parts del dossier que poden patir les modificacions ja esmentades.

## Contingut de l'ADR
L'ADR està compost per 17 articles de curta extensió i dos annexos; l' Annex A i l'Annex B.
- Annex A referit a les disposicions generals, les mercaderies perilloses pròpiament dites i els envasos que les contenen (part 1 a 7). Es troben totes les accions necessàries per remetre una mercaderia abans de ser transportada: classificació de la matèria, tria dels contenidors, generació de la documentació necessària, controls anteriors a la sortida de l'expedició,etc.

- Annex B referit al transport, construcció de cisternes, equips i circulació del vehicle que transporti la mercaderia en qüestió (part 8 i 9). es troben tots els factors que influeixen al'hora de transportar dita mercaderia; circulació, conducció, tria del vehicle, tria del conductor, equipament, etc.

En resum, l'ADR regula:
- Matèries considerades perilloses que es poden transportar per carretera.
- Tipus d'envasos i embalatges que es poden utilitzar.
- Etiquetat i senyalització de paquets i vehicles.
- Documentació necessària per poder dur a terme el transport.
- Tipus de vehicles, equipament especial i certificats.
- Normes sobre la construcció de cisternes.
- Càrrega, estiba i descàrrega de les mercaderies.

## Classificació de les matèries perilloses
L'ADR classifica les matèries perilloses segons les nous categories i subcategories de les mercaderies perilloses definides per la Comissió Econòmica de les Nacions Unides per a Europa (UNECE).
| Categoria | Tipus |
| --------- | --- |
| 1         | Matèries i objectes explosius                                                                            |
| 2         | Gasos |
| 3         | Líquids inflamables                                                                                      |
| 4.1       | Matèries sòlides inflamables, matèries auto-reactives, i matèries explosives des sensibilitzades sòlides |
| 4.2       | Matèries que poden experimentar inflamació espontània                                                    |
| 4.3       | Matèries que en contacte amb l'aigua desprenen gasos inflamables                                         |
| 5.1       | Matèries comburents                                                                                      |
| 5.2       | Peròxids orgànics                                                                                        |
| 6.1       | Matèries tòxiques                                                                                        |
| 6.2       | Matèries infeccioses                                                                                     |
| 7         | Matèries radioactives                                                                                    |
| 8         | Matèries corrosives                                                                                      |
| 9         | Matèries i objectes perillosos diversos                                                                  |

### Criteris de classificació
El reglament estableix dos tipus de mercaderies segons els requeriments necessaris en el seu transport: Categories limitatives o no limitatives.
- Categories limitatives (1 i 7). Són les mercaderies que per poder ser transportades han d'estar anomenades i autoritzades específicament en l'ADR/RID. D'aquestes n'hi ha que són aptes per al transport sota determinades condicions i pels reglaments esmentats, tota la resta no són aptes per al seu transport.
- Categories no limitatives (resta de categories). En aquest tipus s'autoritza el transport per grups generals. No serà necessari que una mercaderia estigui explícitament anomenada per poder-ne autoritzar el transport. Algunes d'aquestes estan excloses per especificació concreta dels reglaments respectius i altres admeten el transport en les condicions fixades.

Els criteris de classificació pels quals es regeixen les categories esmentades anteriorment són en funció de les seves propietats. Essent:
- Categoria 1: matèries sòlides o líquides que per reacció química poden despendre gasos que poden ocasionar danys al seu entorn. Matèries pirotècniques, objectes explosius que continguin una o diverses matèries explosives o pirotècniques.
- Categoria 2: gasos purs, mescla de gasos, mescla d'un o varis gasos amb altres matèries i objectes que continguin aquest tipus de matèries.
- Categoria 3: matèries líquides inflamables i matèries sòlides foses les quals tinguin un punt d'inflamació superior a 60 °C i que siguin transportades en calent a una temperatura igual o superior al seu punt d'inflamació.
- Categoria 4.1: matèries pulverulentes, granulades o pastoses que són perilloses i es poden inflamar fàcilment per contacte breu amb una font d'ignició.
- Categoria 4.2: matèries que poden experimentar inflamació espontània sense risc subsidiari, matèries inflamables que en contacte amb l'aigua poden despendre gasos inflamables.
- Categoria 4.3: matèries sòlides i líquides que per reacció amb l'aigua desprenen gasos inflamables que poden formar mescles explosives amb l'aire, així com els objectes que poden contenir matèries d'aquest tipus.
- Categoria 5.1: matèries que sense ser necessàriament combustibles per elles mateixes poden despendre oxigen, provocar o afavorir la combustió d'altres matèries i els objectes que els continguin.
- Categoria 5.2: peròxids orgànics que no necessiten regulació de la temperatura, peròxids que necessiten regulació de la temperatura i preparació de peròxids orgànics.
- Categoria 6.1: matèries tòxiques de les quals per experiència se sap o perquè s'admet a partir d'experiments realitzats sobre animals en quantitats relativament petites i per una acció única i de curta duració poden perjudicar la salut de l'ésser humà o causar la mort per inhalació, absorció cutània o ingestió.
- Categoria 6.2: matèries de les quals se sap o hi ha raons per creure que contenen agents patògens (microorganismes i altres agents com prions, virus, paràsits, etc. que poden provocar malalties als animals o les persones).
- Categoria 7: qualsevol matèria que contingui nuclis radioactius els quals tinguin activitats màssiques i en l'enviament sobrepassin al mateix temps els valors indicats als apartats 2.2.7.2.2.1 i 2.2.7.2.2.6 del document ADR.
- Categoria 8: matèries i objectes que per la seva acció química afectin al teixit epitelial de la pell i les mucoses al entrar en contacte amb elles o que, en cas de fuga, puguin originar danys a altres mercaderies i als mitjans de transport.
- Categoria 9: matèries i objectes que durant el transport puguin suposar un perill diferent dels que s'inclouen a la resta de categories.

## Normativa
En el dossier de l'ADR hi ha un seguit de normes i paràmetres per al transport, etiquetatge, envasat, embalatge i documentació. Aquesta normativa s'aplica a totes les matèries considerades perilloses per al transport, facilitant-ne així la manipulació i trasllat.

### Envasos
Les mercaderies perilloses han de ser embalades en envasos i embalatges de bona qualitat, inclosos els GRG (IBC) o grans embalatges. Aquests envasos/embalatges han de ser suficientment sòlids per suportar cops i esforços habituals durant el transport, especialment durant el transbord entre diferents mitjans de transport o entre mitjans de transport i magatzems. Els envasos i embalatges, inclosos els GRG (IBC) i els grans embalatges, quan es preparin per a l'expedició de la mercaderia han d'anar degudament manufacturats i tancats de manera que no hi hagi cap pèrdua del contingut durant el transport. Els embalatges i envasos, inclosos els GRG (IBC) i grans embalatges han d'anar tancats segons les informacions subministrades pel fabricant. Durant el transport no pot haver en el'exterior dels envasos cap adhesió de restes de matèries perilloses.
Les parts dels envasos i embalatges, inclosos els GRG (IBC) o els grans embalatges que estiguin directament en contacte amb les mercaderies perilloses han de complir que:
1. No poden patir alteracions o debilitacions notòries a causa d'aquestes.
2. No han de reaccionar perillosament amb elles.
3. No permetran la filtració de les matèries perilloses que puguin constituir un perill en condicions normals de transport.

Si fos necessari haurien d'anar previstes d'un revestiment interior, o haver estat sotmeses a un tractament interior adequat.

#### Classificació dels envasos
Els tipus d'embalatge es classifiquen per grups, cada matèria anirà classificada en un grup d'embalatge segons la seva perillositat durant el transport, essent:
- Grup d'embalatge I: matèries molt perilloses.
- Grup d'embalatge II: matèries mitjanament perilloses.
- Grup d'embalatge III: matèries poc perilloses.

Cada categoria de matèries perilloses pot anar en més d'un grup d'embalatge segons a quina subsecció de matèries perilloses correspongui.

### Etiquetatge
Totes les matèries perilloses que es transportin per carretera han d'anar correctament etiquetades i amb el seu número ONU corresponent.
Les etiquetes aniran col·locades sobre la superfície del paquet, si les dimensions d'aquest ho permeten; per als paquets de les categories 1 i 7 la etiqueta ha d'anar prop de la designació oficial de transport. Han d'anar col·locades de tal manera que no quedin cobertes ni tapades per una part o element qualsevol de l'embalatge o per qualsevol altre etiqueta o marca; en el cas de que sigui necessari etiquetar amb més d'una etiqueta una determinada matèria, aquestes hauran d'anar col·locades una al costat de l'altre.
Per poder realitzar una ràpida identificació de la matèria en qualsevol indret les etiquetes estan dissenyades segons uns estàndards determinats, els quals són:
- Totes les etiquetes han de tenir forma de quadrat col·locat sobre un vèrtex.
- Les dimensions mínimes han de ser de 100x100 mm.
- Portaran una línia traçada a 5 mm. de l'interior de la vora.
- En la meitat superior de la etiqueta la línia ha de ser del mateix color que el símbol.
- En la meitat inferior la línia ha de tenir el mateix color que la xifra de l'angle inferior.
- Les etiquetes hauran d'anar sobre un fons de color que tingui un bon contrast o anar envoltades d'una vora amb traçat continu o discontinu.
- Les etiquetes aniran amb l'idioma oficial del país d'origen i a més, si aquest no és anglès, francès o alemany hauran d'anar amb un d'aquests tres a no ser que els acords, si existeixen, ratificats entre països interessats en el transport disposin d'un altre sistema.

| - Categoria 1 - Categoria 2 - Categoria 3 - Categoria 4 - Categoria 5 - Categoria 6 - Categoria 7 - Categoria 8 - Categoria 9 |
| --- |

Cada categoria té diverses distincions segons la subcategoria a la qual pertanyi una determinada matèria.
- La categoria o la xifra 4 per a les categories 4.1, 4.2 i 4.3 o la xifra 6 per a les categories 6.1 i 6.2 han d'aparèixer en l'angle inferior.
- Les cites, números o lletres suplementàries han (si són obligatòries) o poden (si són facultatius) figurar en la meitat inferior.
- El símbol de la categoria, o el nombre de la divisió per a les de tipus 1.4, 1.5 i 1.6 i el terme "FISSILE" per al model d'etiqueta 7E han d'aparèixer a la meitat superior.

### Transport
Per al transport de mercaderies perilloses s'estipulen les quantitats màximes permeses per al transport per carretera segons el tipus de mercaderia, ja sigui sòlida, líquida o en forma de gas. Per als objectes les quantitats venen determinades en quilograms de massa bruta (per als objectes de la categoria 1, la massa neta en kg. de la matèria explosiva; per a la maquinària i equips especificats com a matèries perilloses, la quantitat total de productes perillosos continguts en aquests, en quilograms o litres, segons s'estipuli). Per a les matèries sòlides, els gasos liquats, els gasos liquats refrigerats i els gasos dissolts,ve determinada la massa neta en quilograms. Per a les matèries líquides, la quantitat total de la mercaderia continguda en litres. Per als gasos comprimits, adsorbits i els productes químics a pressió, la capacitat en aigual del recipient en litres.
Segons la categoria de transport també hi ha una classificació. Si en un mateix transport convergeixen dues o més matèries de diferents categories de transport, per saber la quantitat total que es pot transportar es tindran en compte uns càlculs relatius a aquestes que s'han de considerar quan es fa el sumatori de totes les matèries perilloses carregades en el vehicle. Hi ha 5 categories diferents de transport, numerades del 0 al 4.
| Categoria de transport | Quantitat màxima total per unitat de transport (Kg o litres) |
| ---------------------- | ------------------------------------------------------------ |
| 0                      | 0                                                            |
| 1                      | 20                                                           |
| 2                      | 333                                                          |
| 3                      | 1000                                                         |
| 4                      | il·limitada                                                  |

Per tant, segons la categoria de transport, quan tinguem mercaderies perilloses que pertanyin a diferents categories i siguin transportades en la mateixa unitat de transport, tindrem que:
- La quantitat de matèries i objectes de la categoria de transport 1 ha d'anar multiplicada per 50.
- La quantitat de matèries i objectes de la categoria de transport 2 multiplicada per 3.

### Vehicles

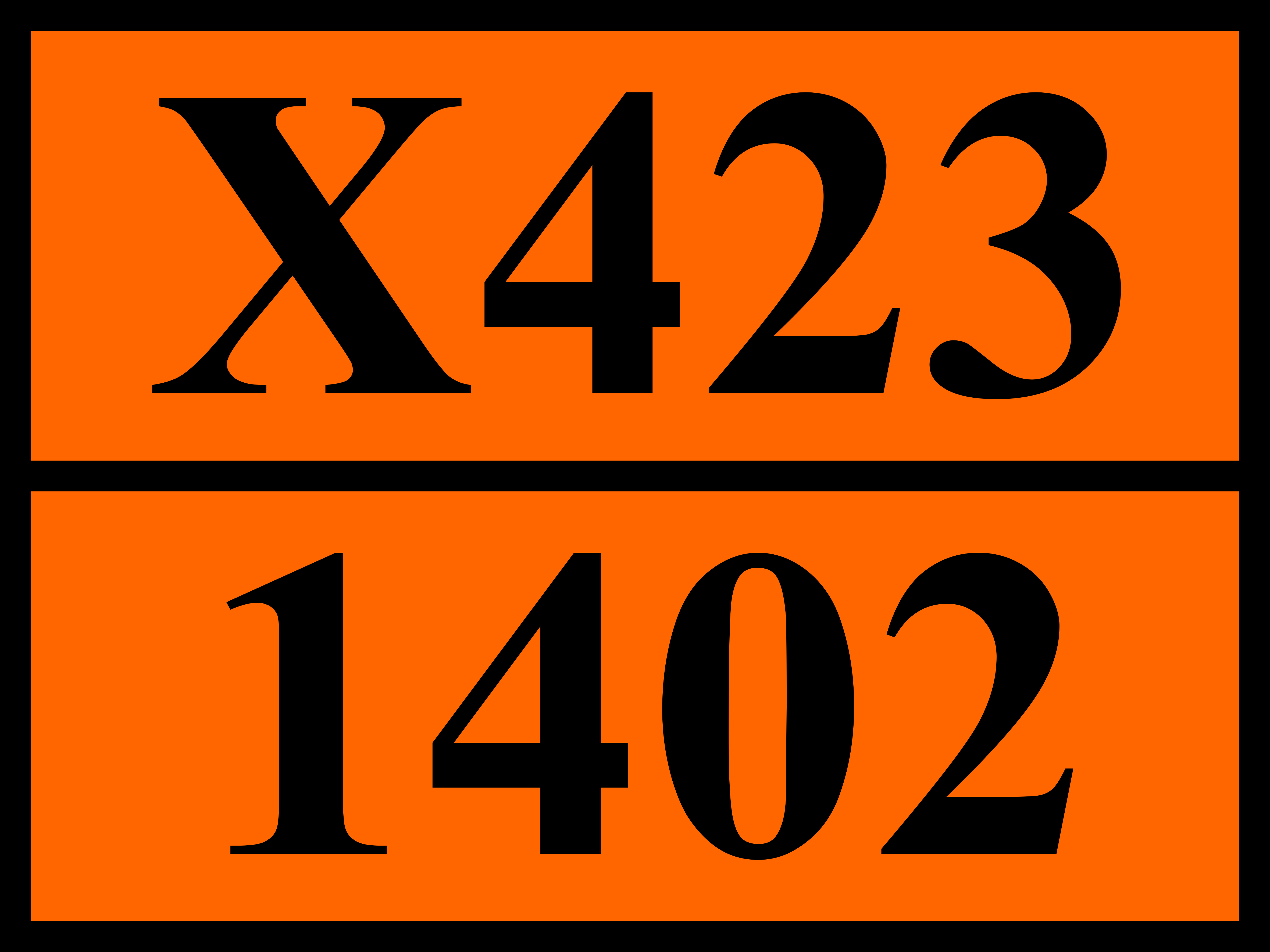
Exemple de placa d'identificació d'un camió carregat de carbur de calci
Números de perill:
- X reacciona amb aigua
- 4 matèria sòlida inflammable
- 2 emanació de gas
- 3 vapors inflamables
Número ONU: 1402 carbur de calci

Els vehicles destinats a aquest tipus de transport estan sotmesos a la utilització obligatòria d'un material de transport determinat conforme a les disposicions del capítol 7.1 disposicions generals, 7.2 transport de paquets, 7.3 transport a granel i 7.4 per al transport en cisternes del dossier ADR. Els vehicles han de portar la típic placa color carabassa d'identificació de perills amb el número d'identificació del perill i el número ONU per identificar la substància.

#### Transport en paquets
En aquest tipus de transport els paquets podran:
1. Ser carregats en vehicles coberts o contenidors tancats.
2. Ser carregats en vehicles o contenidors amb tendal.
3. Ser carregats en vehicles descoberts (sense tendal) o contenidors oberts sense tendal.

#### Transport a granel
Una mercaderia perillosa no podrà ser transportada a granel en contenidors o vehicles a no ser que hi hagi una disposició especial que autoritzi explícitament aquest tipus de transport.

#### Transport en cisternes
El transport en cisternes només es podrà fer exclusivament quan un codi-cisterna estigui indicat, a no ser que una autoritat competent hagi emès una autorització en les condicions indicades en l'apartat 6.7.1.3 del dossier.

#### Tipus de vehicles per al transport
"Vehicle EX/II": Vehicle destinat al transport de matèries o objectes explosius de categoria 1.
"Vehicle FL": Vehicle destinat al transport de líquids amb un punt d'inflamació que no passi de 60 °C en cisternes fixes o desmuntables de més d'un 1m³ de capacitat o en contenidors cisterna o cisternes portàtils de més de 3m³ de capacitat.
"Vehicle OX": Vehicle destinat al transport de peròxid d'hidrogen estabilitzat o en solució aquosa estabilitzada que contingui més d'un 60% de peròxid d'hidrogen.